# 러시아계 카자흐스탄인
러시아계 카자흐스탄인(카자흐어: Қазақстандағы орыстар; 러시아어: Русские в Казахстане)은 2022년 5월 인구의 15%(3,429,747명)를 차지하는 인구조사에 따르면 러시아인은 카자흐스탄에서 두 번째로 큰 민족이다. 소련이 해체된 이후 그들의 수는 줄어들었지만, 오늘날 카자흐스탄 사회에서는 여전히 두각을 나타내고 있다. 러시아인들은 수십 년 동안 카자흐 소비에트 사회주의 공화국 인구의 다수를 형성했다.

## 초기 식민지화
최초의 루스인 상인과 병사들은 16세기 초 카자흐스탄 영토의 북서쪽 가장자리에 나타나기 시작했는데, 이때 카자흐인들은 나중에 오랄(우랄스크, 1520년 동부)과 아티라우(구르예프)가 된 요새를 세웠다. 우랄, 시베리아, 그리고 후에 오렌부르크 카자크 숙주들은 점차적으로 카자흐스탄 북부에 정착했다. 1710년대와 1720년대에 시베리아 카자크는 국경 요새와 교역소로 외스케멘(우스트카메나야), 세메이(세미팔라틴스크), 파블로다르(고랴코프스키 요새)를 세웠다.
러시아 제국 당국이 카자흐스탄 영토를 점령할 수 있었던 것은 지역 칸국들이 칼미크인(오이라트부, 중가르인)과의 전쟁에 사로잡혀 있었기 때문이다. 카자흐인들은 점점 더 칼미크인과 러시아인들 사이에서 중간에 끼여들었다. 1730년 소호르드의 칸 중 한 명인 아불 카이르 칸은 강력한 칼미크인에 맞서 러시아의 지원을 요청했고, 그 대가로 러시아는 소호르드에 대한 영구적인 통제권을 얻었다. 1798년 러시아 제국이 중부 호드를 정복했지만, 대 호드는 1820년대까지 독립을 유지했고, 남쪽으로 확장된 코칸트 칸국은 이흐 칸국들이 러시아의 보호를 선택하도록 강요했다. 1824년, 옴스크에서 온 시베리아 카자크는 아크몰린스크라는 이름의 이심강 상류에 요새를 건설했는데, 이 요새는 오늘날 카자흐스탄의 수도인 아스타나로 알려져 있다. 같은 해에 그들은 콕셰타우 요새를 세웠다.
1850년대에 러시아군의 요새 건설이 카자흐스탄 남부에서 시작되었고, 포르트솁첸코(알렉산드로프스키 요새), 키질로르다(페트로프스키 요새), 카잘리(카잘린스크 요새), 알마티(베르니 요새)가 있었다.

## 소련 시대
카자흐스탄의 러시아인들은 이 지역의 다른 민족들과 함께 러시아 내전과 소련에서의 집단화 기간 동안 극심한 고통을 겪었고 반복되는 기근과 불안을 겪었다. 1918년부터 1931년까지 바스마치 운동은 러시아-우크라이나 농민들과 토착 무슬림 유목민들 사이의 민족 분쟁의 형태를 띠는 카자흐스탄 남부 지역에 영향을 미쳤다. 수천 명의 러시아 정착민들이 이 폭력 사태로 카자흐스탄에 의해 살해된 것으로 추정되며, 이는 붉은 군대에 의한 유목민에 대한 똑같이 유혈적인 보복이 뒤따랐다.
카자흐 소비에트 사회주의 공화국은 소비에트 연방 사회주의 공화국의 일부로 설립되었다. 1920년 8월 26일, 소련 정부는 미하일 칼리닌과 블라디미르 레닌이 서명한 "키르기스 자치 소비에트 사회주의 공화국 형성에 대하여"를 RSFSR에서 발표했다. 오렌부르크는 카자흐 자치 공화국의 수도가 되었다.
국경 형성에 관해서는 카자흐스탄의 아크몰라주, 세미팔라틴스크주, 우랄주 지역을 포함하는 것에 반대하는 사람들이 많았다. 반면 다른 이들은 러시아의 옴스크, 바르나울, 알타이 지역, 중앙아시아의 일부 지역을 카자흐스탄의 구조에 포함시킬 것을 요구했다. 코스타나이 지역이 카자흐스탄에 편입된 것은 아흐메트 바이튀르시노프와 무하메드얀 세랄린의 기록에서 포괄적으로 증명되었다. 아크몰라주와 세미팔라틴스크주 지역의 포함 필요성을 입증할 필요가 있었다. 이상하게도 카자흐인들이 원산지인 이 영토들은 서시베리아에 속했다. 따라서 1920년 모스크바의 알리칸 예르메코프 혁명가는 블라디미르 레닌의 지도자의 환영회에 참석하였다. 크렘린에서 그는 "키르기스 지역의 전반적인 상황과 특히 국경 문제에 관한" 중요한 보고서를 만들었다. 이 문서 덕분에 카자흐스탄 당국은 아크몰라주, 세미팔라틴스크주, 아티라우주 지역을 방어할 수 있었다. 이 공화국에는 우랄강과 이르티시강을 따라 길게 10개의 띠가 있었는데, 이 띠는 러시아 차르국의 확장 기간 동안 카자흐인이 정착했다.
제2차 세계 대전 당시 나치 군대가 소련의 모든 유럽 산업 중심지를 점령하겠다고 위협했을 때 많은 유럽 소비에트 시민들과 러시아 산업의 많은 부분이 카자흐스탄으로 이주했다. 이 이주자들은 카라간다 (1934년), 제즈카즈간 (1938년), 테미르타우 (1945년), 에키바스투즈 (1948년)와 같은 주요 산업 중심지로 빠르게 성장했다. 1955년 바이코누르 우주 기지를 지원하기 위해 바이코누르 마을이 건설되었다.
1953년부터 1965년까지 소련의 서기장 니키타 흐루쇼프의 처녀지 개간 운동 기간 동안 더 많은 러시아인들이 도착했다. 더 많은 정착민들이 1960년대 후반과 70년대에 와서, 정부가 중앙아시아의 광범위한 석탄, 가스, 석유 매장량에 가까운 소련 산업을 재배치하는 프로그램에 참여하는 노동자들에게 보너스를 지급했다. 1979년까지 카자흐스탄의 러시아계 인구는 약 5,500,000명으로 전체 인구의 40%에 달했다.
1986년 12월, 소련의 서기장 미하일 고르바초프는 자치 행정부에서 민족 카자흐스탄이 지배하던 전통을 깨고 공화국과 무관한 겐나디 콜빈을 카자흐 소비에트 사회주의 공화국 공산당 중앙위원회 제1서기로 임명했다. 1989년 민족 불안이 일어난 후, 콜빈은 누르술탄 나자르바예프에 의하여 대체되었고, 그는 소련이 해체된 후 독립한 카자흐스탄의 대통령이 되었다.
1989년 소련 인구 조사에 따르면 카자흐스탄에 거주하는 러시아인의 66%가 그곳에서 태어났으며, 이는 러시아 소비에트 연방 사회주의 공화국을 제외한 모든 소비에트 공화국 중 가장 높은 비율이다. 다른 곳에서 태어난 러시아인의 37%는 카자흐 소비에트 사회주의 공화국에서 최소 20년 이상 거주했다.

## 소련 시대 이후
나자르바예프는 카자흐스탄의 미묘한 민족 간 균형을 평화적으로 보존한 것으로 널리 인정받고 있지만, 경제적 기회의 부족으로 인해 1990년대에 수십만 명의 러시아인들이 카자흐스탄을 떠났다. 많은 요인들이 이 상황에 기여했다. 소련으로부터 독립한 후, 카자흐스탄 정부는 카자흐스탄의 민족적 특성을 긍정하고 카자흐스탄 언어와 문화를 장려하기 위해 국가 언어를 발전시키는 정책을 채택했다. 이 정책의 한 측면은 1993년 1차 헌법과 1995년 2차 헌법에서 카자흐스탄을 민족 카자흐스탄 국민의 국가로 규정하기로 한 정부의 결정이다.
1994년 카자흐스탄은 독립 이후 처음으로 의회 선거를 치렀다. 이 선거에서 카자흐스탄의 후보들은 당시 국가의 인구구조에 비해 러시아 후보들에 비해 불균형한 의석을 얻었다. 관측통들은 카자흐스탄 정치인들의 과도한 대표성은 주로 게리맨더링을 통해 정부가 실시한 선거 조작 때문이라고 말했다. 많은 러시아인들은 이를 러시아의 영향력을 희생하면서 카자흐스탄의 국가 지배를 촉진하려는 시도로 해석했다.
러시아인들의 소외와 탈소비에트 카자흐스탄의 민족 간 긴장 증대에 기여한 주요 요인은 정부의 언어 정책이었다. 독립 후, 정부는 카자흐어를 공용어로 채택했다. 러시아어는 민족 간 의사소통 언어로 지정되었지만 공식적인 지위를 부여받지 못했다. 1990년대에 들어서면서 정부는 학교에서 카자흐어 교육을 의무화하고 모든 공공부문 일자리에 카자흐어 유창성 요건을 도입했다. 많은 러시아인들은 이러한 조치에 반대했고 공식적인 이중언어 사용을 지지했지만, 거부되었다.
정부의 언어 정책은 독립 당시 러시아어가 정부와 비즈니스에서 사실상의 의사소통 언어였기 때문에 많은 러시아인들에게 불공평한 인상을 주었다. 대부분의 카자흐인들은 이미 러시아어를 유창하게 구사하는 반면, 극소수의 러시아인들만이 카자흐어를 유창하게 구사할 수 있었다. 이 정책은 러시아어 화자 대다수를 가장 탐나는 직업에서 배제하는 효과를 가져왔다. 이러한 다양한 발전은 카자흐스탄의 러시아인들 사이에서 소외감과 소외감을 증가시키는 데 기여했다. 많은 러시아인들은 정부의 새로운 언어 및 교육 정책의 결과로, 그 나라에서 그들과 그들의 아이들을 위한 기회가 제한적이라고 느꼈다. 이러한 불만과 다른 불만들은 1990년대에 일어난 카자흐스탄에서 러시아인들의 대규모 이민의 주요 원인이었다.

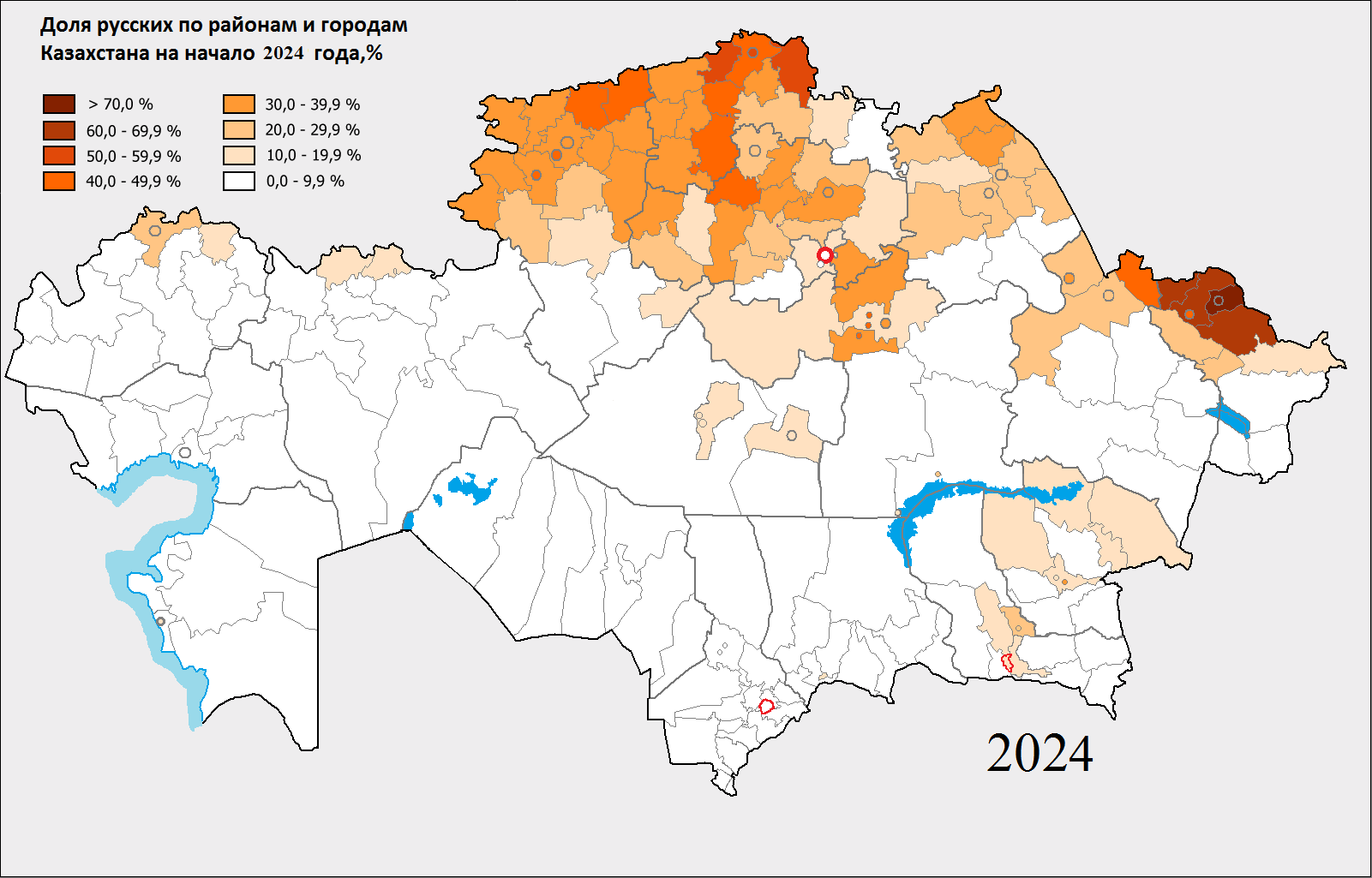
2021년 지역 및 공화국에 종속된 카자흐스탄의 지역 및 도시별 러시아인 비율

1999년 카자흐스탄의 러시아인 수는 4,479,618명으로 감소했으며 이는 카자흐스탄 인구의 약 30%에 해당한다. 1994년 카자흐스탄에서 러시아로 이주한 인구는 344,112명이었다. 그 이후로, 그것은 아마도 가장 떠나고 싶어하거나 떠날 자원이 있는 사람들이 이미 그렇게 했기 때문에 지속적으로 감소했다. 2000년 대통령 임기가 시작될 때, 블라디미르 푸틴은 카자흐스탄의 러시아 공동체 지도자들을 만났고, 그들은 카자흐스탄에서 직면한 상황을 그에게 설명했다. 이 회의에서 카자흐스탄에서 나머지 러시아인들의 대규모 이탈이 제안되었다. 이 이주자들이 러시아 중부의 인구 감소 지역에 활력을 불어넣고 러시아 연방 내 러시아인들의 인구 감소에 균형추 역할을 할 것이라는 의견이 제시되었다.
그러나, 그 아이디어에 대한 지지는 그 후 증발했고 러시아 정부는 대규모 송환에 필요한 자원을 제공하지 않았다. 카자흐스탄에서 이주한 러시아인의 대다수는 러시아 태생으로, 주로 직업적인 이유로 카자흐스탄으로 이주했다. 이 집단의 대부분은 도시 지역에 거주했고 더 높은 교육을 받은 경향이 있었다. 반면 카자흐스탄에서 태어나 가족이 2~3대째 살고 있는 러시아인들은 이민이 훨씬 적었다. 이 집단은 농촌, 특히 북부 지역에 집중되어 있다. 1990년대에 이 그룹은 카자흐스탄의 러시아 인구의 3분의 2를 차지했지만, 카자흐스탄을 떠난 이민자의 3분의 1에 불과했다.
러시아인들은 여전히 카자흐스탄에서 영향력 있는 사회정치적 집단이며, 카자흐스탄의 공공, 군사, 문화, 경제 생활에서 여전히 활동하고 있다. 카자흐스탄의 공공 기관에서는 카자흐어와 러시아어가 공용어로 사용되고 있다. 카자흐스탄은 또한 러시아와 함께 유라시아 경제 연합의 일부이기도 하다.

## 같이 보기
- 카자흐스탄의 인구
- 우크라이나계 카자흐스탄인